# Аллануров, Хыдыр Алланурович
Хыдыр Алланурович Аллануров (1922—1993) — советский туркменский дирижёр, композитор. Народный артист СССР (1977).

## Биография
Родился 7 ноября (по другим источникам — 8 ноября) 1922 года в Кызыл-Арвате (ныне — Гызыларбат, Балканский велаят, Туркменистан).
Слушатель педагогического рабфака, затем учился в Ашхабадском сельскохозяйственном институте (ныне — Туркменский сельскохозяйственный университет имени С. А. Ниязова).
Окончил музыкальную школу по классу флейты. С 1937 года учился на туркменскм отделении Московской консерватории по классу дирижирования у В. С. Смирнова (с перерывом, окончил в 1948 году). Его однокурсниками были В. Мухатов, М. Кулиева, А. Кулиев.
С 1941 года — ассистент главного дирижёра, дирижёр, в 1962—1973 и с 1976 года — главный дирижёр Туркменского театра оперы и балета им. Махтумкули (ныне Национальный музыкально-драматический театр имени Махтумкули) (Ашхабад). Был художественным руководителем театра, занимался режиссурой.
В 1973—1975 годах — художественный руководитель Туркменской филармонии.
Автор свыше 50 песен и романсов на стихи Махтумкули и других поэтов («Шат ватанын ашыгы мен», «Той вальсы», «Няме сен», «Эне джан» и мн. др.), музыки к балету «Студенты» (совм. с И. В. Якушенко), поставленного в 1964 году в Театре оперы и балета им. Махтумкули.
Умер 13 октября 1993 года в Ашхабаде.

### Репертуар
Оперы:
- 1950 — «Абадан» Ю. Мейтуса и А. Кулиева
- 1952 — «Зохре и Тахир» А. Шапошникова и В. Мухатова
- 1954 — «Кармен» Ж. Бизе
- 1957 — «Айна» А. Шапошникова и Д. Овезова
- 1958 — «Пиковая дама» П. Чайковского
- 1960 — «Проделки Майсары» С. Юдакова
- 1963 — «Махтумкули» Ю. Мейтуса[3]
- 1964 — «Сона» А. Агаджикова

Балеты:
- 1953 — «Лебединое озеро» П. Чайковского
- 1956 — «Жизель» А. Адана
- 1956 — «Дон Кихот» Л. Минкуса
- 1959 — «Чудесный лекарь» Н. Мухатова и М. Равича
- 1969 — «Спартак» А. Хачатуряна
- 1969 — «Легенда о любви» А. Меликова

## Награды и звания
- Заслуженный деятель искусств Туркменской ССР[4]
- Народный артист Туркменской ССР[5]
- Народный артист СССР (1977)
- Орден Трудового Красного Знамени (1955)
- Орден «Знак Почёта»[6]
- Медаль «За любовь к Отечеству» (21 октября 2016 года, посмертно) — за большие успехи в упрочении независимости и суверенитета Туркменистана, приумножении экономического потенциала и международного авторитета страны, реализации государственных программ по планомерному развитию промышленной, нефтегазовой, транспортно-коммуникационной, сельскохозяйственной и водохозяйственной отраслей, других секторов экономики, в образцовой государственной и общественной деятельности, за весомый вклад в ускоренное развитие сфер науки и техники, литературы, культуры и искусства, физкультуры и спорта, образования, здравоохранения и социальных услуг, воспитание молодёжи в духе безграничной любви, уважения и преданности Родине, мужества и добросовестности, учитывая особые заслуги перед независимым государством и родным народом, многолетний добросовестный, и самоотверженный труд, а также в ознаменование славного 25-летнего юбилея великой независимости нашего нейтрального государства[7]